# Hologramme de sécurité

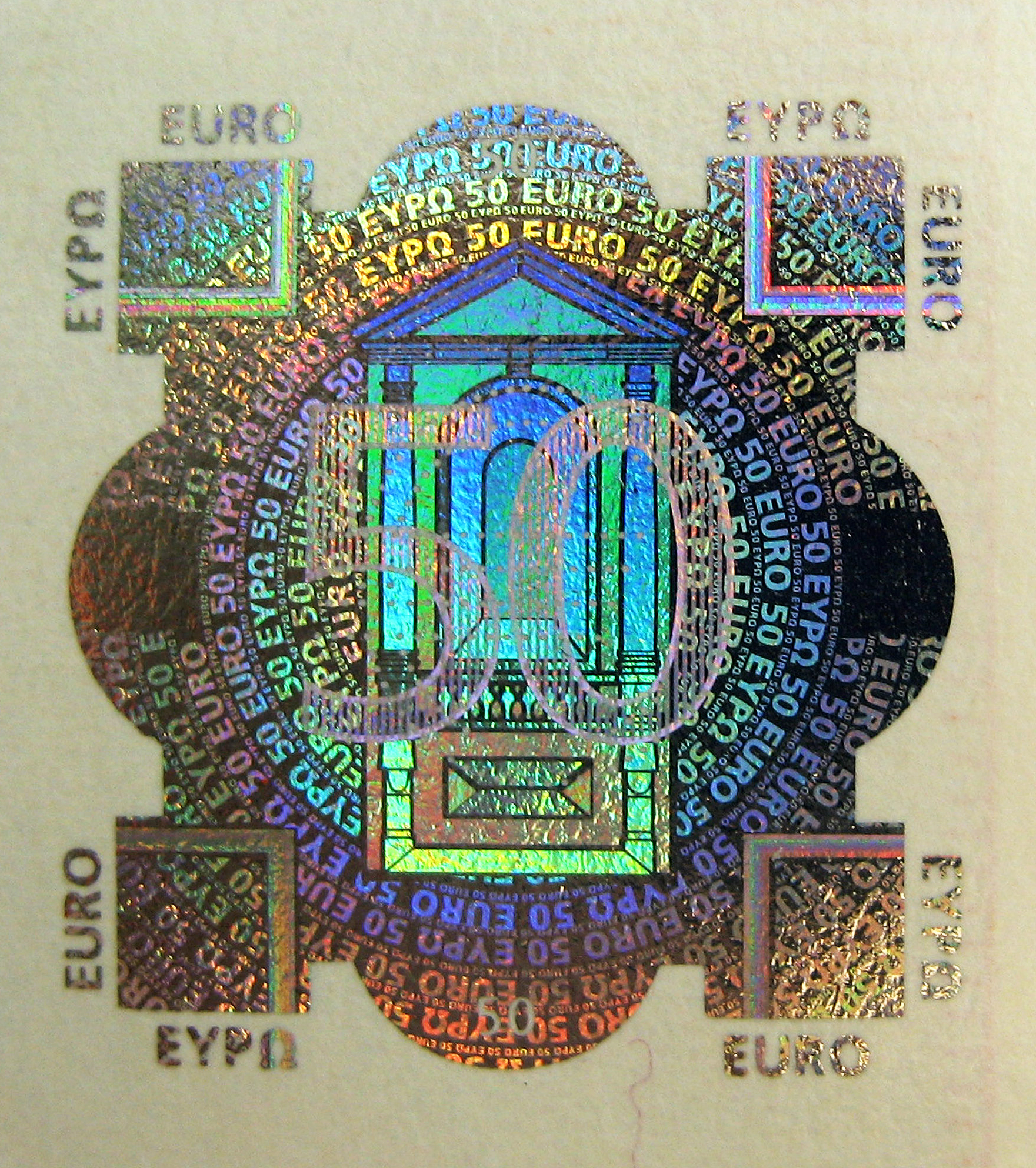
Hologramme de sécurité sur un billet de 50 euros

Un hologramme de sécurité est un élément imprimé tridimensionnel très difficile à falsifier en raison de la complexité et du coût de la technologie utilisée pour sa fabrication (holographie). Il est employé pour garantir l'authenticité de documents comme des billets de banque, des passeports, des cartes de crédit, des étiquettes de produits de luxe, des œuvres d'art, des billets de spectacle, etc.

## Types
Il existe de nombreux types d'hologrammes de sécurité, de complexité variable. Leur principe repose sur la superposition de couches imprimées, visibles ou non selon des angles différents, qui peut être combinée avec d'autres techniques (Dot Matrix, micro-texte, Dynamic Effect, Flip Effect, etc.).

## Avantages
Un hologramme ne peut pas être scanné, photographié ni photocopié: il ne peut donc pas être reproduit frauduleusement, ce qui garantit en principe son inviolabilité. Par ailleurs, son arrachage laisse habituellement une trace indélébile indiquant parfois le mot anglais VOID (VIDE).